# Panama aux Jeux olympiques d'été de 1948
Le Panama participe pour la deuxième fois aux Jeux olympiques, à l’occasion des Jeux olympiques d'été de 1948, à Londres. Comme en 1928, le pays est représenté par un seul athlète. Il s'agit de Lloyd LaBeach qui remporte deux médailles de bronze en Athlétisme sur 100 m et 200 m. Un exploit individuel qui permet au Panama d’intégrer le tableau des médailles en 32e position.

## Les médaillés
| Médaille           | Nom           | Sport      | Épreuve |
| ------------------ | ------------- | ---------- | ------- |
| Médaille de bronze | Lloyd LaBeach | Athlétisme | 100 m   |
| Médaille de bronze | Lloyd LaBeach | Athlétisme | 200 m   |

## Sources
- (fr) Bilan complet de 1948 sur le site du Comité international olympique
- (en) Bilan complet du Panama  sur le site olympedia.org